# مرضى مثلي
بيشينتس لايك مي (بالعربية: المرضى أمثالي) هي شبكة ربحية مخصصة للمرضى، ومنصة بحث علمي فعالة عبر شبكة الإنترنت، إذ يتواصل المرضى مع أناس آخرين أُصيبوا بنفس المرض أو واجهوا ذات الأعراض أو الحالة، ويتبادلون تجاربهم الشخصية الخاصة بهدف تحسين النتائج والقدرة على التعامل مع المرض. تقوم الشبكة بهذه العملية عن طريق إنشاء بيانات حول طبيعة المرض. تُعد شبكة بيشينتس لايك مي مصدرًا كبيرًا للمعلومات المتعلقة بالأمراض، إذ يحوي الموقع 600000 مشترك، وتشكل بياناته التي يضعها المرضى أساسًا لأكثر من 100 دراسة علمية. استوحيت بيشينتس لايك مي من التجربة التي خاضها ستيفن هيوود الذي شُخص عندما كان في سن الـ29 عام 1998 بمرض التصلب الجانبي الضموري (أو مرض لو غيريغ). أسّس الشركةَ جيمي هيوود شقيق ستيفن في عام 2004 بالتعاون مع جيف كول الذي كان صديقًا قديمًا للعائلة.
استحوذت يونايتد هيلث جروب في 19 يونيو 2019 على شبكة بيشينتس لايك مي، وسيدمجون النظام الأساسي عبر الإنترنت ضمن قسم الأبحاث في يونايتد هيلث جروب.

## التاريخ
أسست عائلة ستيفن بعد تشخيص إصابته بمرض التصلب الجانبي الضموري معهدًا غير ربحي لتطوير علاج للمرض، محاولة منهم لإبطاء سير مرضه وعلاج الأعراض المرافقة، وبالرغم من ذلك، كانت وتيرة البحث ونهج التجربة البطيئة والأخطاء الحاصلة تستغرق وقتًا طويلًا. أدركوا بعد ذلك أن تجربة ستيفن كانت تشبه تجارب المرضى الآخرين في جميع أنحاء العالم، والذين كان لديهم أسئلة محددة حول خيارات العلاج الخاصة بهم وما يمكن توقعه من سير المرض.
أُنشئت شبكة بيشينتس لايك مي لمشاركة النصائح والمعلومات من أجل مساعدة المرضى على التواصل مع الآخرين الذين يعرفون ما يجب القيام به. يستطيع الأعضاء إعداد تقارير سريرية بمساعدة ملف تعريف صحي يتكون من أدوات منظمة تساعد على مراقبة صحتهم في الفترة ما بين الزيارات الدورية للطبيب أو المستشفى، وتفيدهم في توثيق شدة أعراضهم ومعرفة وتحديد المسببات، وملاحظة استجابتهم للعلاجات الجديدة وتتبع آثارها الجانبية، إذ تقدم الفرصة لهم للتعلم وزيادة المعرفة من البيانات التي جُمعت من الذين أُصيبوا بمرض مشابه ومعرفة ما قاموا به. يستخدم أعضاء الشبكة المنتديات والرسائل الخاصة والتعليقات على الملف الشخصي من أجل تلقي الدعم من الآخرين وتقديمه لهم إذ أثبتت آلية الدعم هذه مساعدتها في تحسين تعامل المرضى وسيطرتهم ورؤيتهم للمرض.
استحوذت يونايتد هيلث جروب في 19 يونيو 2019 على شبكة بيشينتس لايك مي، وصرحوا بأنهم سيدمجون النظام الأساسي عبر الإنترنت في قسم الأبحاث في يونايتد هيلث جروب.

## التوسع خارج التصلب الجانبي الضموري
أطلقت شبكة بيشينتس لايك مي عام 2006 أول موقع تواصل اجتماعي عبر الإنترنت لمرضى التصلب الجانبي الضموري. بدأت الشركة من هناك بإضافة تجمعات أخرى لظروف تغير الحياة الأخرى بما في ذلك مرض التصلب المتعدد، وداء باركنسون، والألم العضلي الليفي، وفيروس نقص المناعة البشرية، ومتلازمة التعب المزمن، واضطرابات المزاج والصرع، وزرع الأعضاء، والشلل فوق النووي المترقي، وضمور الأجهزة المتعدد، وداء ديفيك (التهاب العصب البصري). انتهجت الشركة نهج قراءة الأدبيات العلمية بالإضافة للاستماع للمرضى من أجل تحديد مقاييس النتائج والأعراض والعلاجات التي قد تفيد المرضى والتي يمكن التحدث عنها بدقة. شمل تطوير تجمع مرض التصلب المتعدد على سبيل المثال تطوير مقياس جديد للمرضى، ومقياس تقييم التصلب المتعدد (إم إس آر إس)، للتأكد من قدرة المرضى على تحديد كيفية تقدم حالتهم بمرور الوقت بدقة. وبالرغم من ذلك، فقد كان بناء تجمع واحد فقط في وقت واحد عملية بطيئة، الأمر الذي أدى بالشركة لمواجهة ضغوط مفرطة أدت بها لاستبعاد أكثر من 5000 مريض طلبوا تجمعات جديدة.
وسّعت الشركة نطاقها في أبريل 2011 وفتحت أبوابها لأي مريض مصاب بأي مرض كان. يغطي الموقع اليوم أكثر من 2700 حالة صحية، ويفتح باب الانضمام لأعضاء جدد بشكل يومي سواء كان من الولايات المتحدة، أو من دول أخرى في جميع أنحاء العالم. من الجدير بالذكر أن هناك أكثر من 10000 عضو من أعضاء شبكة التصلب الجانبي الضموري ساعدوا في جعل موقع بيشينتس لايك مي يحوي أكبر عدد من مرضى التصلب الجانبي الضموري عبر الإنترنت في العالم بأسره. يسجل نحو 10% من مرضى التصلب الجانبي الضموري الذين شُخصوا حديثًا في الولايات المتحدة بالموقع كل شهر، ويشارك 2% من جميع مرضى التصلب المتعدد في الولايات المتحدة في الموقع.

## الاستثمار في آي كاربون إكس
دخلت بيشينتس لايك مي عام 2017 في شراكة مع آي كاربون إكس لتطبيق العلاجات البيولوجية من أجل الجيل القادم والتعلم الآلي، لفهم المزيد عن أساس الصحة والمرض. تأسست شركة آي كاربون إكس عام 2015 على يد عالم الجينوم الشهير جون وانغ، وحصلت على أسهم في بيشينتس لايك مي وقدمت خدمات توصيف الأوميكس المتعددة للشركة.
تعمل هذه الشراكة على جعل برنامج بيشينتس لايك مي جزءًا من ديجيتال لايف أليانس في آي كاربون إكس، وهو نظام بيئي يخص شركات التكنولوجيا والتطبيقات الصحية الرائدة التي تتعاون من أجل تحويل جميع جوانب الحياة للشكل الرقمي للقدرة على تحليلها. استثمر نظام آي كاربون إكس البيئي نحو 400 مليون دولار في الشركات التي شكلت التحالف الأولي وهي: بيشينتس لايك مي، وسومالوجيك، وهيلث تيل، وإيه أو بيوم، وغالت، وإماجو، وروبوستينك. يتمثل هدف التحالف النهائي في دمج البيانات البيولوجية الشاملة والمولدة من قبل المريض بمساعدة تقنية الذكاء الصنعي، لمساعدة الناس على فهم العوامل الطبية والسلوكية والبيئية في حياتهم بشكل أفضل، الأمر الذي قد يؤدي لتسريع الشفاء أو تخفيف حدة الأمراض وتحسين الصحة.

## المنتجات والخدمات

### منصة مشاركة البيانات عبر الإنترنت
تتيح شبكة بيشينتس لايك مي إدخال بيانات الأعضاء في العالم الحقيقي للتعبير عن ظروفهم، وتاريخ العلاج، والآثار الجانبية، وعلاجات المستشفى، والأعراض، والنتائج الوظيفية الخاصة بالأمراض، والوزن، والمزاج، ونوعية الحياة، وكل ما هو جديد بشكل مستمر، وكانت النتيجة هي سجل طولي مفصل ومنظم برسوم بيانية، يسمح للمرضى باكتساب نظرة ثاقبة وتحديد الأنماط بدقة. صُممت منصة مشاركة البيانات من أجل مساعدة المرضى عن طريق الإجابة على السؤال التالي: «ما هي أفضل نتيجة يمكنني تحقيقها بالنظر إلى حالتي، وكيف يمكنني الوصول إليها؟». تأتي الإجابات عن طريق مرضى آخرين عانوا من نفس الحالة على شكل بيانات طولية تتيح للأعضاء وضع تجاربهم في سياق منظم، ومعرفة العلاجات التي ساعدت المرضى الآخرين مثلهم. تتميز بعض التجمعات مثل تجمع مرضى التصلب الجانبي الضمورِي بأدوات مرئية مساعدة مثل منحنيات النسب المئوية التي توضع في ملف المريض بشكل يسمح للمستخدم معرفة ما إذا كان معدل تقدمه في العلاج سريعًا أو بطيئًا، أو أن العلاج يتقدم بشكل متوسط. يساعد تعقب النوبات التي تصيب مرضى الصرع في تحديد المسببات كجرعات الأدوية المفقودة، أو الأرق، أو تعاطي الكحول، وغيرها، وتفيد خريطة المزاج الخاصة بمرضى اضطرابات المزاج في معرفة العوامل الكامنة وراء حالتهم مثل القلق أو الإجهاد الخارجي أو التحكم العاطفي، بينما يمكن لجميع المستخدمين البحث عن أنماط مشابهة لحالتهم الصحية اليومية أو الساعة المعينة التي يصابون فيها بالنوبة.
نُشرت ثلاث دراسات تشير إلى أن استخدام المنصة قد حسّن نتائج بعض المرضى. وجد بحث أُجري على مرضى التصلب الجانبي الضمورِي والتصلب المتعدد ومرضى باركنسون وفيروس نقص المناعة البشرية والألم العضلي الليفي واضطرابات المزاج أن 72% من المستخدمين كانوا قد وجدوا الموقع مفيدًا في معرفة الأعراض التي عانوا منها، وأن 57% من المستخدمين استفادوا في معرفة وفهم الآثار الجانبية للعلاج، واستطاع 42% من المستخدمين العثور على مريض آخر مثلهم. وجدت دراسة أخرى أُجريت على مرض الصرع أنه بالإضافة للفوائد السابقة، صرح 59% من المرضى الذين يعانون من الصرع عن فهم أفضل لأعراضهم و58% عرفوا أكثر عن نوباتهم و55% تعلموا أكثر عن الأعراض والعلاج. ارتبط عدد الفوائد المُبلغ عنها باستخدام الموقع ارتباطًا وثيقًا بعدد الروابط الاجتماعية التي أقيمت بالتشارك مع أعضاء آخرين وأطلق عليها اسم «منحنى تأثير الصداقة». أبلغت دراسة ثالثة، أجريت بالتعاون مع وزارة شؤون المحاربين القدامى في الولايات المتحدة بالتعاون مع جامعة كاليفورنيا في سان فرانسيسكو، عن تحسينات مدلول الإحصائيات في تدابير التحقق من الصحة مع الإدارة الذاتية لدى المحاربين القدامى الذين يعانون من الصرع نتيجة للاشتراك في الموقع لفترة ستة أسابيع.

### اقتصاديات الصحة ونتائج الأبحاث
إحدى الطرق التي تتبعها الشبكة من أجل تحقيق إيرادات هي إجراء الدراسات والأبحاث العلمية لصالح شركات الأدوية مع التركيز عادة على القضايا المهمة لكل من المرضى والمجال الصناعي. اشتركت شبكة بيشينتس فور مي مع نوفارتيس في عام 2011 بدراسة العقبات التي يواجهها الأشخاص الذين يعانون من مرض التصلب المتعدد والملتزمين بأخذ أدويتهم، ما أدى إلى تطوير استبيان الالتزام بمعالجة مرض التصلب المتعدد والذي أُنشئ لمساعدة المرضى وأطبائهم على تحديد ومعالجة هذه القضايا بمساعدة استراتيجيات المواجهة وتعزيز التواصل بينهم.
اكتشف التعاون مع موقع يو سي بي عام 2013 العوامل الكامنة وراء اختلاف نوعية الحياة عند مرضى الصرع، وحدد عددًا من المشكلات التي تفوق في أهميتها حدوث النوبات، بما في ذلك بعض الأعراض مثل مشاكل التركيز والاكتئاب ومشاكل الذاكرة بالإضافة للآثار الجانبية للعلاج.
عملت بيشينتس لايك مي بالتعاون مع الباحثين في جينينتيك عام 2015 على دراسة تدعو المشاركين المحتملين في التجارب السريرية لمراجعة بروتوكولات الدراسة من أجل توفير المدخلات والتعليقات لجعل الدراسة أكثر جاذبية.
اكتشف تعاون نُشر عام 2016 في مجلة ناتشر بيوتكنولوجي أند فاليو إن هيلث بين بيشينتس لايك مي ونوفارتيس الطرق التي يمكن للمرضى توفير مدخلات منهجية من خلالها توجيهًا لتطوير الأدوية المساعدة لجعلها أكثر تركيزًا على المريض. سعت دراسة مختلفة نُشرت بالتعاون مع أسترازينيكا عام 2016 لفهم توقعات علاج النساء المصابات بسرطان المبيض لتنتقل من مرحلة البقاء على قيد الحياة مع هذه الحالة لمرحلة العيش بشكل طبيعي. تساعد مثل هذه الأبحاث على تحسين فهم المرض، وتحديد أساليب الإدارة وتوليد الأفكار لتحسين المنتجات والخدمات التي طورتها شركات الأدوية.

## وصلات خارجية
- الموقع الرسمي